# Zephronia hainani
Zephronia hainani är en mångfotingart som beskrevs av J. Linsley Gressitt 1941. Zephronia hainani ingår i släktet Zephronia och familjen Zephroniidae. Inga underarter finns listade i Catalogue of Life.